# Chiesa di San Martino (Asti)
(Vittorio Alfieri, "Vita" cap. IV)
La chiesa di San Martino è una chiesa cattolica di Asti; di stile barocco, si affaccia sull'omonima piazza nel rione San Martino-San Rocco.

## Le prime notizie

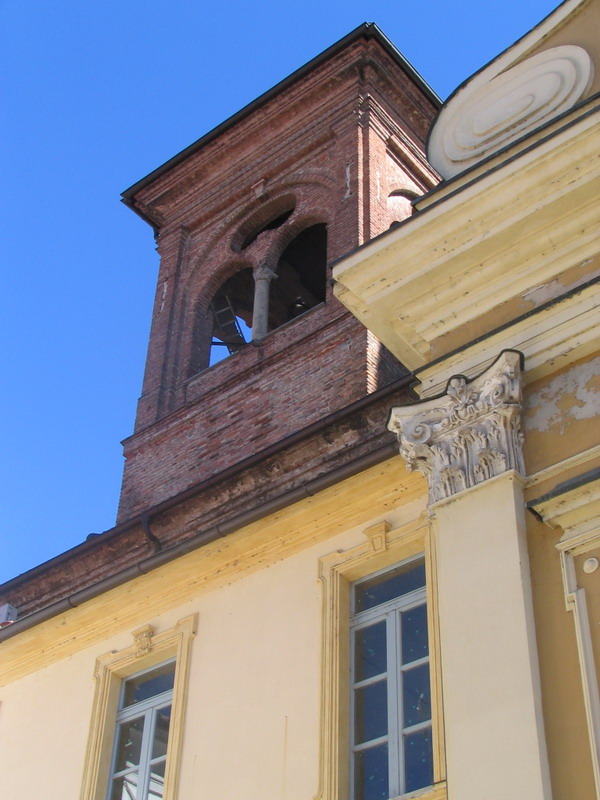
Il Campanile

Già ricordata in un atto dell'aprile 886, la chiesa di San Martino era, in antichità, considerata la terza chiesa di Asti per importanza dopo la cattedrale di Santa Maria Assunta e la collegiata di San Secondo. Nel 1168, passò ai canonici regolari di Sant'Agostino della Congregazione di San Lorenzo di Oulx, e fu eretta in priorato. Nel 1328, la chiesa fu amministrata da una collegiata di canonici regolari ed il priorato si mutò in prepositura.

## La nuova chiesa

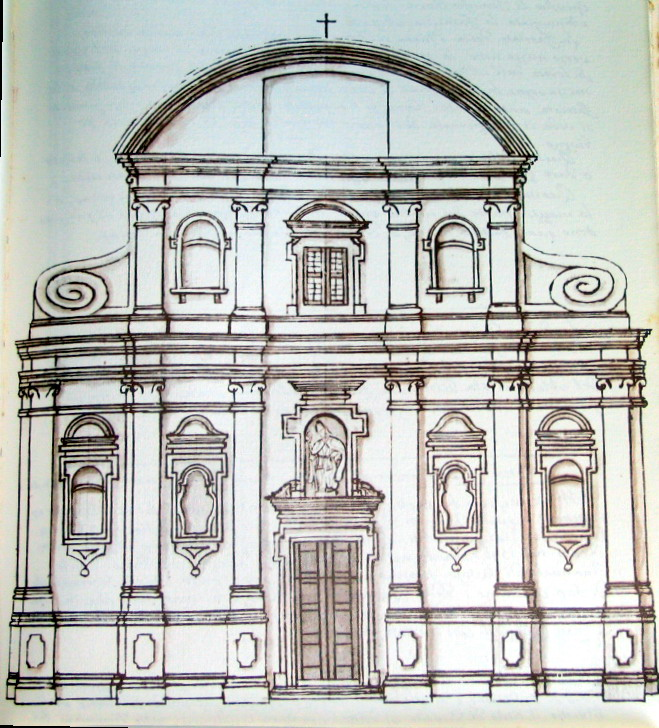
Disegno di Stefano Giuseppe Incisa del 1806

Nel 1605 vennero i Barnabiti. Nel 1696, l'antica Chiesa venne abbattuta, si cominciò la costruzione della nuova, terminata intorno al 1738. La Chiesa ha una facciata restaurata già nel 1889 ed ultimamente, con timpano curvilineo a volute sopra una serie di nicchie. Al centro presenta la statua del Santo titolare, opera dell'astigiano C. F. Rista (1792). Altre due statue, raffiguranti gli apostoli Filippo e Giacomo, sono ai lati, provenienti dalla chiesa dell'antica Certosa di Valmanera. Sulla sinistra il campanile, unica costruzione rimanente della antica chiesa, risale al XIV secolo, ed è stato elevato di un piano nel 1781, ha pianta quadrata con bifore in pietra. 
All'interno sono degni di nota l'affresco della cupola raffigurante "La Gloria di Alessandro Sauli", oltre alla "Fuga in Egitto" e "L'Epifania", opere di Gian Carlo Aliberti; due quadri ad olio, uno raffigurante santa Lucia e santa Apollonia, e l'altro san Giuseppe di Michelangelo Pittatore. La sagrestia con arredi in noce del Settecento è opera di Antonio Manzone.

## Piazza San Martino

Piazza San Martino in una cartolina del 1910

La chiesa è inserita in uno degli spazi architettonici barocchi più belli della città di Asti. Piazza San Martino, infatti, è delimitata a sud dall'omonima chiesa, ad ovest dal Palazzo di origine medievale, Roero di Settime e Mombarone del conte di San Severino, ma totalmente ristrutturato verso la metà del XVIII secolo con una facciata in gusto barocco.

A nord, di fronte alla chiesa di San Martino, la chiesa di San Michele è un piccolo gioiello del XVII secolo, costruita grazie alla ricca e potente Confraternita di San Michele nel XVII secolo, con una splendida facciata barocca, decorata con immagini sacre.

## Galleria d'immagini

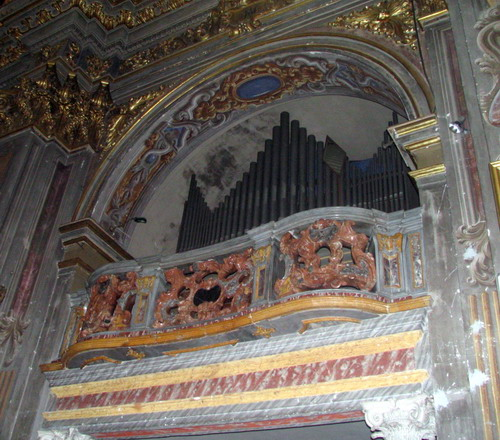
L'organo
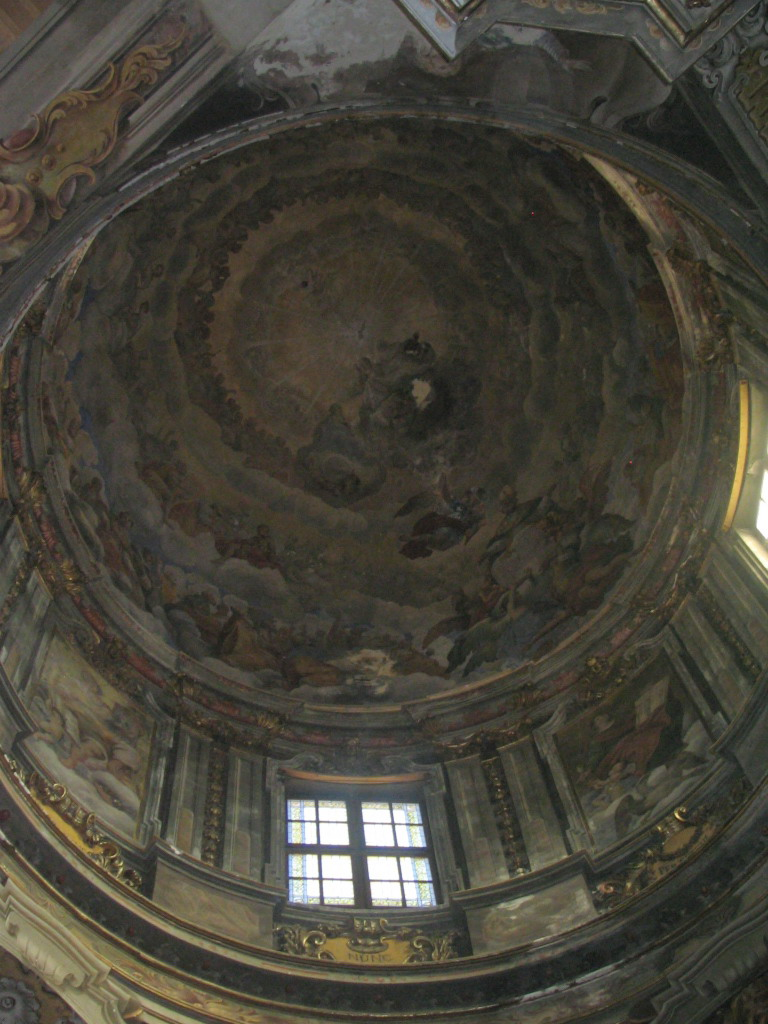
L'affresco della cupola raffigurante "La Gloria di Alessandro Sauli"
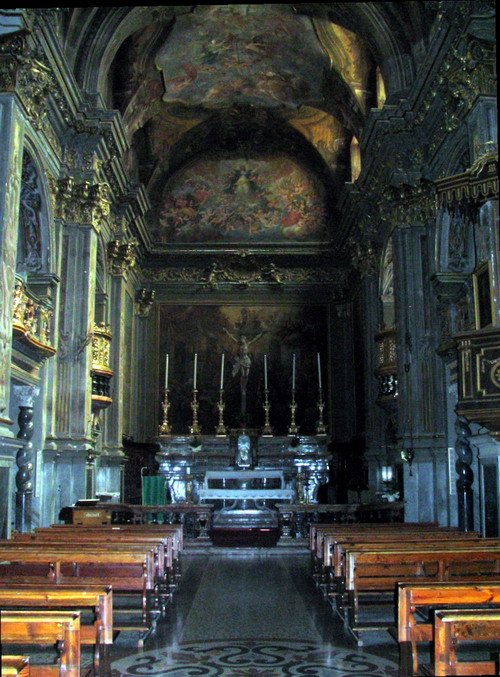
L'interno
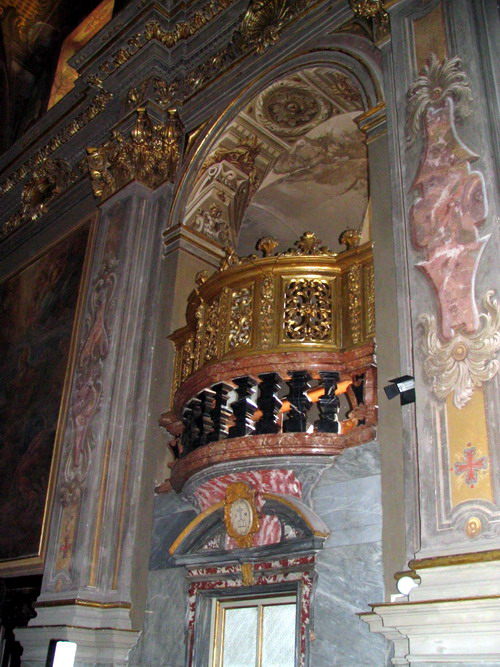
Chiesa di San Martino Particolare della balconata